# Zofia Kielan-Jaworowska
Zofia Emilia Kielan-Jaworowska (* 25. April 1925 in Sokołów Podlaski; † 13. März 2015) war eine polnische Wirbeltier-Paläontologin, Spezialistin für frühe Säugetiere.

## Leben und Werk
Kielan-Jaworowska studierte Zoologie an der Universität Warschau, zunächst noch an einer Untergrunduniversität während der deutschen Besetzung im Zweiten Weltkrieg, nachdem sie schon ein Untergrund-Gymnasium besucht hatte. Die regulären höheren Schulen und Universitäten waren in dieser Zeit durch die Besatzer geschlossen. Während des Warschauer Aufstandes 1944 war sie Krankenschwester, wurde aber gefangen genommen und in ein Lager bei Warschau gebracht. 1945/46 war sie Assistentin am Zoologischen Museum in Warschau und 1948 bis 1952 Assistentin in der Abteilung Paläontologie der Universität Warschau. 1949 machte sie ihr Diplom in Zoologie. 1953 wurde sie in Paläontologie promoviert (ihr Lehrer war Roman Kozłowski) und war dann am Institut für Paläontologie der Polnischen Akademie der Wissenschaften tätig.
1957 wurde sie habilitiert. Anfangs befasste sie sich mit Trilobiten aus dem Ordovizium und Devon Mitteleuropas. 1958 bis 1964 befasste sie sich mit den Greifzangen paläozoischer Polychaeta.
Ab 1956 war sie leitende Wissenschaftlerin am Institut für Paläontologie der Polnischen Akademie der Wissenschaften. 1961 war sie dort Direktor und außerdem Professor an der Universität Warschau, was sie bis 1982 blieb. 1984 bis 1987 leitete sie das Labor für Wirbeltierpaläontologie am Institut. Sie lehrte auch von 1987 bis 1995 als Professorin für Paläontologie an der Universität Oslo, an der Harvard University (1973/74), der Universität Paris VII (und am Naturhistorischen Museum in Paris, 1982 bis 1984) und anderen ausländischen Universitäten.
Von 1963 bis 1971 leitete sie eine Reihe polnisch-mongolischer Expeditionen zu paläontologischen Grabungen in der Wüste Gobi. Die Expeditionen brachten Funde und neue Erkenntnisse über Säugetiere und Dinosaurier der Kreidezeit in der Mongolei. Zu ihren Mitarbeitern zählten dabei die Dinosaurier-Experten Teresa Maryańska und Halszka Osmólska. Sie selbst befasste sich besonders mit primitiven Säugern wie Multituberculata.
1975 bis 1987 war sie Herausgeber von Palaeontologica Polonica und seit 1996 von Acta Palaeontologica Polonica.
Sie war (als erste Frau) im Führungsgremium der International Union of Geological Sciences und 1980 bis 1989 deren Vizepräsidentin. Sie war Mitglied der Polnischen Akademie der Wissenschaften (1967), der Norwegischen Akademie der Wissenschaften (1989) und der Academia Europaea (1990), sowie der Palaeontological Association und der norwegischen paläontologischen Gesellschaft, deren Präsidentin sie 1989 bis 1994 war. Sie war Ehrenmitglied der Linnean Society, der Society of Vertebrate Paleontology und der polnischen Kopernikus Gesellschaft für Naturforscher. 1980 bis 1992 war sie Vizepräsidentin der International Paleontological Association.
1974 erhielt sie für ihre Arbeiten über Säuger des Mesozoikums den Polnischen Staatspreis. 2005 erhielt sie den Preis des polnischen Staatspräsidenten für wissenschaftliche Leistungen. 1995 erhielt sie die Romer-Simpson-Medaille der Society of Vertebrate Paleontology, deren Ehrenmitglied sie war (1975).
Einige Tierarten und Gruppen wurden nach ihr benannt, wie Kielanodon, Kielantherium, Zofiabaatar.
Sie war mit Zbigniew Jaworowski (Professor für Strahlenbiologie in Warschau am Zentralen Labor für Strahlenschutz) verheiratet und hatte mit ihm einen Sohn.

## Auszeichnungen und Ehrungen
- Gerechter unter den Völkern (1999)[6]
- Orden Polonia Restituta Großkomtur

## Schriften (Auswahl)
- Hunting for Dinosaurs, MIT Press 1969
- mit J. Hurum: Phylogeny and systematics of multituberculate mammals. Palaeontology, Band 44, 2001, S. 389–429.
- mit Richard L. Cifelli, Zhe-Xi Luo: Mammals from the age of dinosaurs: origins, evolution, and structure, New York: Columbia University Press 2004
- mit J. A. Lillegraven, William A. Clemens (Herausgeber): Mesozoic Mammals. The First Two-thirds of Mammalian History. University of California Press, Berkeley 99–149.
- In pursuit of early mammals, Indiana University Press 2013